# Kent (rijeka)
 Ovo je članak o rijeci Kent u grofoviji Cumbria. Za druga značenja pogledajte Kent (razdvojba).
Rijeka Kent je kratka rijeka u grofoviji Cumbria u sjeverozapadnoj Engleskoj. Kent izvire na južnoj strani planine High Street koja pripada masivu koji okružuje dolinu Kentmere u kojoj je smještena istoimena civilna župa u blizini umjetne akumulacije Kentmere, a ulijeva se otprilike 32 km sjeverno u zaljevu Morecambe u Irsko more. Gornji tok i zapadna obala ušća nalaze se unutar nacionalnog parka Lake District. 

## Tok rijeke
Od svoga izvora u planini High Street Kent teče prema Kentdalu pa južno do sela Staveley, gdje skreće prema jugoistoku pa ide do Kendala od kojega teče prema jugu do obale Irskog mora, formirajući estuarij u zaljevu Morecombe između sela Arnsidea i Grange-over-Sandsa.

## Karakteristike
Raznolikost krajobraza cijelog toka rijeke dijeli je na četiri vrlo različita dijela. Iznad Staveleyja prolazi uskim strmim koritom koje kod Kentmerea postupno prelazi u oblik doline koja je okružena impozantnim brežuljcima. Između Staveleyja i Levensa prolazi kroz valovite formacije brdovitog terena. Ovaj dio toka je prekinut kratkim urbanim potezom u Kendalu. Konačno, u blizini zaljeva Morecombe ukazuje se estuarij Kenta i posljednji dio rijeke prolazi kroz pješčane obale koje često posjećuju močvarne ptice.
Gornji tok Kenta je najpoznatiji i ljubiteljima pješačenja u prirodi, jer imaju panoramski pogled na cijeli Kentmere. Ovdje rijeka prolazi kroz akumulacije Kentmere i Kentmere Tarn od kojih ni jedna nije posve prirodna akumulacija. Kentmere je izgrađena kako bi osigurala redovitu opskrbu vodom potrebnu za industrijske mlinove, dok je Kentmere Tarn bila veća akumulacija iz koje se 1830-ih voda odvodila kako bi se dobilo obradivo poljoprivredno zemljište, ali to zemljište bilo je loše kvalitete. Međutim, naslage dijatomeja, poznate i kao dijatomejska zemlja, pronađene su u jezerskom koritu - jedinom izvoru toga materijala u Velikoj Britaniji, pa su ga miniranjem iskopavali da bi ga koristili u proizvodnji izolacijskih proizvoda.

## Gradovi i naselja kroz koje protiče
Rijeka teče uglavnom smjerom sjever-jug, prolazeći kroz Kentmere, Staveley, Burneside, Kendal i Sedgwick. U blizini Sedgwicka, rijeka prolazi kroz stjenovitu klisuru koja stvara brojne brzace i male slapove. Ovaj potez rijeke je popularan za ljubitelje kajakaštva jer nekoliko dana nakon kiše, zbog jakih turbulencija stvara visokokvalitetnu pjenovitu vodu. Selo Arnside smješteno je na istočnoj obali ušća Kenta, odmah iznad zaljeva Morecambe, a pješčani nabori nastali zbog plime i oseke poznati su pod nazivom Arnside Bore jer na ovom mjestu se stvaraju plimni valovi.

## Industrija
Rijeka se koristi kao izvor energije barem od 13. stoljeća. 1848. godine završena je izgradnja akumulacije Kentmere, koja je zamišljena tako da nizvodnim mlinarima osigura redovitu opskrbu vodom kako bi se vodenicama omogućio rad tijekom cijele godine. U gornjem toku rijeke bili su mlinovi za mljevenje kukuruza i proizvodnju špula za potrebe teksilne industrije, a brana iz vodenice Staveley sada opskrbljuje vodom turbinu koja proizvodi električnu energiju za obližnje industrijsko imanje. Ispod Staveleyja postojale su tri vodenice povezane s proizvodnjom papira, od kojih je donja vodenica sada mjesto proizvođača papira James Cropper PLC, iako sadašnja vodenica više ne koristi vodenu snagu. Unutar Kendala postojali su mlinovi koji su opsluživali industriju vune, dok je mlin u Helsingtonu bio zadnji mlin u zemlji na vodu za proizvodnju burmuta, sve do svoga zatvaranja 1991. godine. Ispod Kendala nalazila su se tri mlina za proizvodnju baruta a tu su još uvijek ruševine New Sedgwicka koji se nalazi u granicama kampa Low Wood, koji je u vlasništvu National Trust-a.

## Pritoke
- Lingmell Gill (ulijeva se u akumulaciju Kentmere)
- Skeel Gill i Bryant's Gill
- Ullstone Gill
- Nunnery Beck
- Kill Gill
- Hall Gill
- Park Beck
- Hall Beck
- Rijeka Gowan

## Galerija
- Rijeka Kent u Kentmereu, u blizini izvora.
- mjesto Arnside na estuariju rijeke Kent.
- Vodenica Staveley gledana s rijeke Kent.
- Akumulacija Kentmere gledana s planine Froswick.
- Burneside Hall.